# Leubatal
La Communauté d'administration Leubatal (Verwaltungsgemeinschaft Leubatal), formée en 1991, réunit dix communes de l'arrondissement de Greiz en Thuringe. Elle a son siège dans la ville de Hohenleuben.

## Géographie

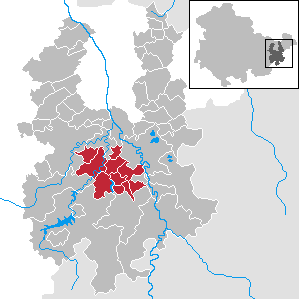
La communauté d'administration Leubatal

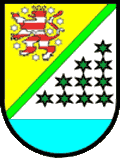
Armes de la communauté

La communauté regroupe 4 337 habitants en 2012 pour une superficie de 56,21 km2 (densité : 77 habitants/km2).
Elle est située dans le centre de l'arrondissement, entre la vallée de l'Elster Blanche à l'est et celle de l'Auma à l'ouest. Elle se trouve au cœur du Vogtland thuringeois, le long de la rivière Weida entre les villes de Gera et Weida au nord, celle de Berga/Elster) à l'est et celles de Greiz et Zeulenroda-Triebes au sud. 
Communes (population en 2010) : 
- Hain (69) ;
- Hohenleuben (1 687) ;
- Hohenölsen (664) ;
- Kühdorf (77)
- Lunzig (164) ;
- Neugernsdorf (162) ;
- Schömberg (115) ;
- Steinsdorf (688) ;
- Teichwitz (115) ;
- Wildetaube (700).

## Histoire
La communauté a été créée le 24 octobre 1991. En 1996, la commune de Neugernsdorf s'y est intégrée.

## Démographie
| 1995  | 2000  | 2005  | 2010  |
| ----- | ----- | ----- | ----- |
| 4 890 | 4 939 | 4 768 | 4 337 |